# Banteay Chmar
Banteay Chmar ou Banteay Chhmar (khmer : បន្ទាយឆ្មារ) est une commune (khum) du district de Thma Puok dans la province de Banteay Meanchey, dans le nord-ouest du Cambodge. Il est situé à 63 km au nord de Sisophon et à environ 20 km à l'est de la frontière thaïlandaise. Le site est situé à 150 km au nord-ouest d'Angkor. La commune de Banteay Chhmar comprend 14 villages.
Le temple massif de Banteay Chmar, avec ses huit temples satellites et son réservoir (baray), comprend l'un des complexes archéologiques les plus importants et les moins bien compris de la période d'Angkor au Cambodge.

## Histoire

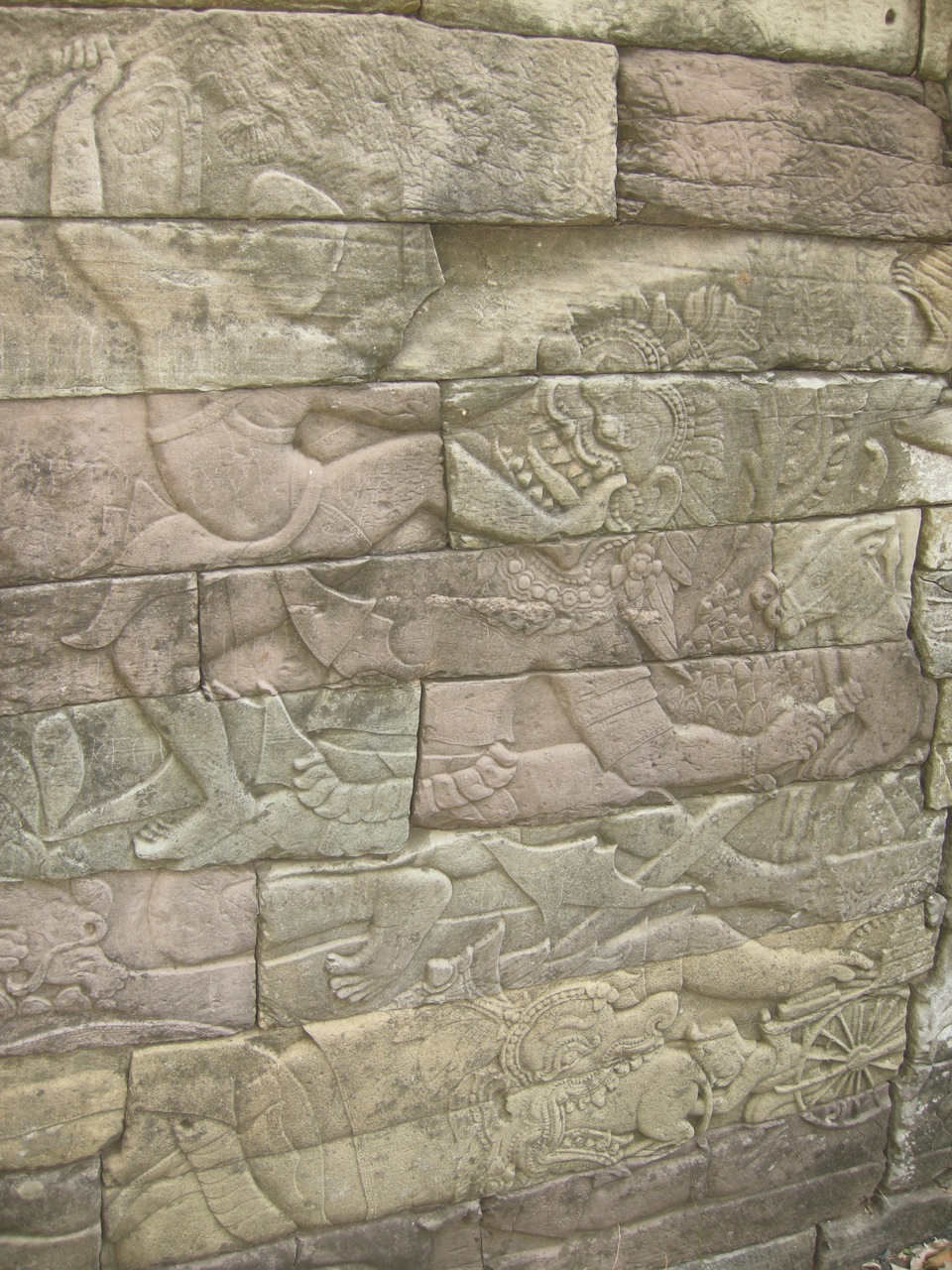
Un prince combat un démon (section nord de la galerie ouest, troisième mur d'enceinte)

Comme Angkor Thom, le temple de Banteay Chmar a été construit sous le règne de Jayavarman VII à la fin du XIIe ou au début du XIIIe siècle. L'un des sanctuaires du temple contenait autrefois une image de Srindrakumararajaputra (le prince héritier), un fils de Jayavarman VII décédé avant lui(p131–132). Les portes du temple enregistrent l'invasion ratée du royaume de Champa Yasovarman Ier(p54).
La longue inscription en vieux khmer trouvée sur le site (K.227), et maintenant exposée au Musée national du Cambodge, raconte comment le prince Srindrakumara a été protégé à deux reprises par quatre compagnons d'armes, une fois contre Rahu, et une fois sur une campagne militaire contre Champa. Leurs quatre statues, dont une du prince, ont été placées dans la chapelle centrale(p176,180).
Un autre bas-relief déclare que Yasovarman II a été attaqué par Rahu, mais "sauvé par un jeune prince" (p163).

## Le site
Le complexe ressemble à Angkor Thom et à d'autres structures attribuées à Jayavarman VII. C'est l'un des deux sites en dehors d'Angkor avec les tours de façade énigmatiques. En plus de cela, sa galerie extérieure est sculptée de bas-reliefs représentant des engagements militaires et des scènes de la vie quotidienne très similaires à celles bien connues du Bayon(p169–170).
Le complexe est orienté à l'est, où il y a un baray asséché d'environ 1600m de long par 800m de large, qui avait un temple sur une île artificielle (mebon) en son centre. Il y a trois enceintes, comme d'habitude. L'extérieur, largement ruiné, était de 1,9 par 1,7km et entouré d'un fossé. L'enceinte centrale, pourvue également de douves, mesure 850 par 800m. Il contient le temple principal, entouré d'une galerie avec des reliefs de 250 par 200m qui constitue la troisième enceinte intérieure.
Outre le temple principal et le mebon, il existe huit autres temples secondaires construits autour de la ville de façon un peu irrégulière. Quatre stèles détaillant la généalogie de Jayavarman VII ont été placées (bien qu'elles restent inachevées) à chacun des quatre coins du troisième mur d'enceinte, reflétant les stèles qui occupaient les quatre sanctuaires d'angle (Prasat Chrung) de la capitale du roi à Angkor Thom.

## Menaces modernes
En raison de son emplacement éloigné et de sa proximité avec la frontière thaïlandaise, le complexe a été soumis à de graves pillages, en particulier dans les années 1990(p385–386). En 1998, 2000 et 2002, le temple a été classé par le Fonds mondial pour les monuments comme l'un des cent sites les plus menacés au monde.
Par exemple, en 1998, un groupe de soldats a volé une section de 30 mètres du mur sud. Les bas-reliefs de Banteay Chmar montraient autrefois huit Avalokiteśvaras exceptionnels dans la galerie ouest, mais il n'en reste plus que deux. En janvier 1999, des pillards ont démantelé des sections du mur ouest de la galerie contenant ces bas-reliefs. Ils ont été interceptés par la police thaïlandaise et 117 morceaux de mur en grès ont été récupérés. Ils sont maintenant exposés au Musée national du Cambodge à Phnom Penh.
Parfois certaines pièces pillées sont retrouvées, restituées et retrouvent leurs places d'origine dans le temple de Banteay Chhmar.

## Villages
- Kouk Samraong(គោកសំរោង)
- Koet(កើត)
- Kbal Tonsaong(ក្បាលទន្សោង)
- Banteay Chhmar Cheung(បន្ទាយឆ្មារជើង)
- Bangtey Chmar Khang Lech(បន្ទាយឆ្មារលិច)
- Kbal Krabei(ក្បាលក្របី)
- Banteay Chhmar Tboung(បន្ទាយឆ្មារត្បូង)
- Trapeim Thlok
- Thma Daekkeh(ថ្មដែកកេះ)
- Thlok(ថ្លុក)
- Kouk Samraong Lech(គោកសំរោងលិច)
- Srah Chrey(ស្រះជ្រៃ)
- Prey Changha(ព្រៃចង្ហារ)
- Prasat Tbeng(ប្រាសាទត្បែង)
- Dang Rek(ដងរែក)